# 尼尔巴托尔区
尼尔巴托尔区（匈牙利語：Nyírbátori járás），是匈牙利索博尔奇-索特马尔-拜赖格州的一个区，总面积695.94平方公里，总人口43,040人（2011年），人口密度62人/平方公里。中心城市为尼爾巴托爾。

## 市镇
尼尔巴托尔区包含3个城镇、两个大村和15个村庄。